# Tribunais Mundiais de Mulheres
Os Tribunais Mundiais de Mulheres são as audiências públicas que geram um foro a fatos que, tradicionalmente, são excluídos dos procedimentos políticos e jurídicos formais. Organizados em torno de temas específicos de interesse para o país anfitrião, estas consultas públicas não oficiais põem de manifesto as injustiças que enfrentam as mulheres. Incluem depoimentos de experiências pessoais, análises de estudiosos e de ativistas, e o intercâmbio de habilidades e estratégias. Os Tribunais mundiais têm como objetivo educar e conscientizar sobre injustiças e violações aos direitos humanos, dar voz às mulheres marginalizadas e desenvolver visões alternativas e estratégias para o futuro.

## Visão geral
Os tribunais mundiais de Mulheres são processos simbólicos que controlam consultas públicas oficiosas a delitos contra mulheres, incluindo a violação de seus direitos humanos básicos. A função principal destas consultas é para deixar uma oportunidade para participantes de relacionar experiências que não são amplamente divulgadas nos meios de comunicação tradicionais e na esfera pública. Visa desafiar o discurso público dominante assinalando contradições entre os princípios de direitos humanos e as experiências de mulheres. A função secundária é o testemunho que visa um recurso para movimentos sociais e políticos que trabalham pelas mulheres e pela justiça social, buscando formas de resistir a governos potentes e outras entidades responsáveis por violações aos direitos humanos e a lei internacional e "transformar o paradigma dominante das políticas."
Os Tribunais Mundiais de Mulheres tem sido inspirados e promovidos por Corinne Kumar. . Enquanto tais tribunais carecem de legitimidade oficial, por assinalar fora dos fracassos de leis formais para proteger mulheres,  podem ajudar diminuir a aceitação popular da autoridade de governo que está baseado no patriarcado. Neste sentido, visam aumentar a soberania popular e deslegitimar as instituições, burocracias, e outras instituições de controle social que violam direitos humanos.